# شکاف‌دندانان
شکاف‌دندانان (Solenodontidae) تیره‌ای از پستاندارانی زهردار، شب‌گرد، حفار و حشره‌خوار هستند. دو گونهٔ زندهٔ شکاف‌دندان عبارت‌اند از شکاف‌دندان کوبایی (Atopogale cubana) و شکاف‌دندان هیسپانیولایی (Solenodon paradoxus). تهدیدهایی که هر دو گونه را تهدید می‌کنند، شامل نابودی زیستگاه و شکار شدن توسط گربه رمیده، سگ ولگرد و خدنگ کوچک هندی است؛ حیواناتی که انسان‌ها برای کنترل مارها و جوندگان به جزایر محل زیست شکاف‌دندانان وارد کرده‌اند.
شکاف‌دندان هیسپانیولایی طیف گسترده‌ای از زیستگاه‌ها را در جزیرهٔ هیسپانیولا دربر می‌گیرد، از جنگل‌های خشک نواحی پست تا جنگل‌های کوهستانی کاج. دو گونهٔ توصیف‌شدهٔ دیگر از شکاف‌دندانان در دورهٔ کواترنری منقرض شدند. سرده‌هایی از دورهٔ الیگوسن در آمریکای شمالی، مانند Apternodus، به‌عنوان خویشاوندان احتمالی شکاف‌دندان‌ها پیشنهاد شده‌اند، اما خاستگاه این جانور همچنان مبهم است.

## طبقه‌بندی
دو سردهٔ شناخته‌شده، یعنی Atopogale و شکاف‌دندان، وجود دارند که هر یک تنها یک گونهٔ زنده دارند. سرده‌های دیگری نیز معرفی شده‌اند، اما اکنون به‌عنوان مترادف در نظر گرفته می‌شوند. شکاف‌دندانان برخی ویژگی‌های ابتدایی پستانداران را حفظ کرده‌اند. در سال ۲۰۱۶، تحلیل ژنتیکی نشان داد که شکاف‌دندانان به شاخه‌ای فرگشتی تعلق دارند که پیش از رویداد انقراض کرتاسه–پالئوژن از دودمانی که به خارپشتها، موش کورها و حشره‌خوارها منتهی شد، جدا شده است. آن‌ها یکی از دو خانوادهٔ سوریکومورف‌های کارائیب هستند. خانوادهٔ دیگر، یعنی حشره‌خوارهای هند غربی، در دورهٔ هولوسن منقرض شدند. داده‌های مولکولی نشان می‌دهد که آن‌ها حدود ۵۷ میلیون سال پیش از شکاف‌دندانان جدا شده‌اند. برآورد می‌شود که شکاف‌دندان حدود ۷۳ میلیون سال پیش از سایر پستانداران زنده جدا شده باشد.